# Paweł Siennicki
Paweł Michał Siennicki (ur. 11 września 1971) – polski dziennikarz, w latach 2021–2023 zastępca prezesa zarządu Polskich Portów Lotniczych S.A.

## Życiorys
Absolwent Wydziału Dziennikarstwa i Nauk Politycznych Uniwersytetu Warszawskiego oraz Andrzej Wajda Film School.
Z mediami związany od początku lat 90. Pracę rozpoczynał jako dziennikarz „Nowej Gazety”. Współpracował też z TVP i Radiem Plus. Później pracował w tygodniku „Nowe Państwo”, a następnie w „Rzeczpospolitej”, z której odszedł w proteście przeciwko zwolnieniu Bronisława Wildsteina.
Pracował w TVN24, był zastępcą szefa działu krajowego w „Newsweeku”. W latach 2010–2021 redaktor naczelny dziennika „Polska the Times”. Razem z Anitą Werner przeprowadzał wywiady z politykami w serii „Dwa ognie”, wydane następnie w formie książki. Był też współautorem napisanej z Bogdanem Rymanowskim książki „Towarzystwo Lwa Rywina”.
W 2006 nominowany do nagrody Grand Press. W 2010, wraz z Anitą Werner, otrzymał statuetkę InicjaTOR w plebiscycie MediaTory – studenckie nagrody dziennikarskie.
8 stycznia 2021 został powołany na stanowisko zastępcy prezesa Przedsiębiorstwa Państwowego „Porty Lotnicze” (obecnie: Polskie Porty Lotnicze S.A.). 16 maja 2023 złożył rezygnację ze stanowiska w związku z ujawnionymi przez portal internetowy Onet.pl zarzutami dotyczącymi wieloletniego szantażowania i nękania byłej partnerki i matki swojego dziecka. Siennicki miał też powoływać się na wpływy w rządzie i partii rządzącej, m.in. ułatwiając rekrutację różnych osób w państwowych spółkach.